# Fernando Flores
Fernando Flores (født 18. november 1983 i Umeå, Västerbotten, Sverige) er en svensk professionel MMA-udøver, der konkurrerer i fjervægt-klassen.
Flores har vundet to af sine sidste tre professionelle kampe. Efter en split-decision over finske Juuso Halme i hovedkampen til Carelia Fight 13 den 2. september 2017 i Finland tabte han en enstemmig afgørelse mod ubesejrede Bakhtiyar Abdulloev fra Tadsjikistan efter en hård kamp ved GMC i Tyskland den 14. februar 2018.
Flores er på nuværende tidspunkt (maj, 2018) rangeret som nr. 13. på Europe Nordic-listen i fjervægt-klassen på Tapology.
Flores mødte danske Jonas Mågård til Danish MMA Night den 9. juni 2018 i Brøndbyhallen i København.

## MMA-karriere

### Amatørkarriere
Flores blev den 7. december, 2013 Svensk MMA Amatørmester 2013 og endte med en amatørrekordliste på 5 sejre og 1 nederlag.

### Professionel karriere
Han fik sin professionelle MMA-debut ved Trophy MMA 5: New Years Bang i Malmø i Sverige den 27. december 2014, hvor han tabte en enstemmig afgørelse mod den svenske debutant Robin Tuomi. Han havde herefter tre sejre i træk før han tabte til lettiske Edgars Skrīvers ved Battle of Botnia 2016 den 10. december 2016 i sin hjemby, Umeå.
Flores besejrede den norske legende norske Thomas Hytten ved Superior Challenge 15 den 1. april 2017 i Stockholm.

## Privatliv
Flores er far til 2 børn. En af hans idoler er Zlatan Ibrahimovic, som han har fulgt siden han begyndte at spille for Malmö. Flores går op i fodbold og ishockey.